# 波雷加巴县
波雷加巴县一译坡礼戈巴县，是柬埔寨茶胶省下辖的一个县。位于柬埔寨南部。
根据1998年人口普查，该县有人口85,880人。
越南阮朝史料称此地为利𣘁八、利椅捌、哥捌。